# Flavy-le-Meldeux
Flavy-le-Meldeux to miejscowość i gmina we Francji, w regionie Hauts-de-France, w departamencie Oise.
Według danych na rok 1990 gminę zamieszkiwało 170 osób, a gęstość zaludnienia wynosiła 54 osoby/km² (wśród 2293 gmin Pikardii Flavy-le-Meldeux plasuje się na 827. miejscu pod względem liczby ludności, natomiast pod względem powierzchni na miejscu 1044.).